# 無花果の顔
『無花果の顔』（いちじくのかお）は2006年の日本のファンタジー映画。女優・桃井かおりが自身の小説を元に脚本を執筆し、長編映画の監督に初挑戦した作品である。
第57回ベルリン国際映画祭にてNETPAC（最優秀アジア映画）賞を受賞。その年度の最低の映画を選ぶ映画賞「蛇いちご賞」の作品賞も受賞している。

## ストーリー
一見平凡に見える家族のドラマチックな人生をファンタジックに描く。
郊外の古びた一軒家に暮らす門脇家は両親と娘、息子の4人家族である。ある日、工務店勤めの父親が他人の手抜き工事の後始末を徹夜でこなすために、ワンルームマンションで1人暮らしを始める。しばらくして、父親は家に戻って来るが、仕事場で倒れてそのまま亡くなってしまう。母親は夫の通夜をてきぱきと手配するが、実は夫の死を受け入れられず、現実逃避をしていたのだ。一方、娘は父の遺影となる写真を探しているときに、自分が「養女」であることを示す戸籍謄本を見つける。
夫の死という現実を受け入れられず、普通の生活もままならなくなった母親は、家を引き払い、娘のアパートで暮らすようになる。ところが、母親はパートで働いている居酒屋の主人と突然再婚する。一方、娘は何となく付き合っていた男の子供を妊娠し、突然女の子を出産する。娘の生んだ赤ん坊をあやす母親は精神のバランスを崩しかけていたが、新しい夫はそんな妻の面倒を見ている。そして、新しい父親に「たまには家に顔を出し欲しい」と言われた娘は、かつての実家の庭に植えられていた思い出の無花果の木を移植した「新しい実家」を訪ねる。

## キャスト
- 娘 - 山田花子
- 母 - 桃井かおり
- 父 - 石倉三郎
- 新しい父親 - 高橋克実
- 男 - 岩松了： 娘の交際相手。
- 母の弟 - 光石研
- 隣の女 - 渡辺真起子： 父が1人暮らししていたワンルームマンションから間近に見える部屋に暮らしていた女。
- 弟 - HIROYUKI

## スタッフ
- 原作・脚本・監督：桃井かおり
- 統括プロデューサー：日下部哲
- 製作：菊野善衛・川原洋一
- エグゼクティブプロデューサー：桑田瑞松・植田奈保子
- アソシエイトプロデューサー：山谷亨
- 協力プロデューサー：原和政
- 撮影：釘宮慎治
- 美術監督：木村威夫
- 美術：安宅紀史
- 照明：中村裕樹
- 録音：高橋義照
- 演出補：服部光則
- アートディレクション：伊藤佐智子
- 衣装デザイン：伊藤佐智子
- 編集：大島ともよ
- 音楽：ギラッド・ベナムラム
- 音楽プロデューサー：Kaz Utsunomiya
- ＶＦＸスーパーバイザー：鹿角剛司
- スーパーバイザー：久保貴洋英
- 助監督：蘆田完